# Kraljev Vrh (gmina Preseka)
Kraljev Vrh – wieś w Chorwacji, w żupanii zagrzebskiej, w gminie Preseka. W 2011 roku liczyła 99 mieszkańców.